# Megaselia crinipyga
Megaselia crinipyga är en tvåvingeart som beskrevs av Borgmeier 1969. Megaselia crinipyga ingår i släktet Megaselia och familjen puckelflugor. Inga underarter finns listade i Catalogue of Life.